# Красный (Башмаковский район)
Красный — посёлок в Башмаковском районе Пензенской области России. Входил в состав Сосновского сельсовета. С 15 мая 2019 года в составе Знаменского сельсовета.

## География
Расположено в 0,5 км от центра сельсовета села Сосновка, на противоположном берегу реки Ушинка.

## Население
| 2010 |
| ---- |
| 25   |

## История
Основан в 1920-е годы, позже организован колхоз «Красная милиция». В середине 1950-х посёлок бригада колхоза имени Маленкова, а в 1980-е годы отделение совхоза «Ольшанский».